# Besar Musolli
Besar Musolli (Podujevo, 28 de febrero de 1989) es un futbolista kosovar que juega en la demarcación de centrocampista para el K. F. Llapi de la Superliga de Kosovo.

## Selección nacional
Debutó con la selección de fútbol de Kosovo el 6 de octubre de 2017. Lo hizo en un partido de clasificación para la Copa Mundial de Fútbol de 2018 contra Kosovo que finalizó con un resultado de 0-2 a favor del combinado ucraniano tras los goles de Andriy Yarmolenko y un autogol de Leart Paqarada.

## Clubes
| Club          | País    | Año       | Partidos | Goles |
| ------------- | ------- | --------- | -------- | ----- |
| K. F. Hysi    | Kosovo  | 2009-2012 | 66       | 5     |
| F. K. Kukësi  | Albania | 2012-2020 | 242      | 3     |
| S. C. Gjilani | Kosovo  | 2020-2023 | 93       | 2     |
| K. F. Llapi   | Kosovo  | 2023-     | 32       | 0     |

## Palmarés

### Campeonatos nacionales
| Título               | Club      | País    | Año  |
| -------------------- | --------- | ------- | ---- |
| Copa de Albania      | FK Kukësi | Albania | 2016 |
| Supercopa de Albania | FK Kukësi | Albania | 2016 |
| Superliga de Albania | FK Kukësi | Albania | 2017 |
| Copa de Albania      | FK Kukësi | Albania | 2019 |